# マーク・カックレル
マーク・カックレル（Mark Cockerell、1962年4月24日 - ）は、アメリカ合衆国の男性フィギュアスケート選手。1984年サラエボオリンピック男子シングルアメリカ代表。1976年世界ジュニア選手権男子シングルチャンピオン。

## 経歴
1975-1976年シーズンに国際スケート連盟の主催によるジュニアクラスの世界一を決定するISUジュニアフィギュアスケート選手権（現：世界ジュニアフィギュアスケート選手権）が創設され、1976年3月にフランスのムジェーヴで第1回大会が開催された。この大会の男子シングルで優勝したのがマーク・カックレルである。
世界ジュニア選手権優勝からしばらくは目立った活躍が出来なかったが、1982-1983年シーズンからは全米選手権でも表彰台に3度のぼり、世界選手権には3度出場を果たした。1983-1984年シーズン、サラエボオリンピックの代表選考となった全米選手権では、スコット・ハミルトン、ブライアン・ボイタノに次ぐ3位となりサラエボオリンピック男子シングルアメリカ代表となった。オリンピックではコンパルソリーフィギュアで18位、ショートプログラムで17位と大きく出遅れ、フリースケーティングで10位となり追い上げたものの総合13位に終わった。
アマチュア引退後はプロスケーターとしてディズニー・オン・アイスなどで活動した。

## 主な戦績
| 大会/年       | 1975-76 | 1982-83 | 1983-84 | 1984-85 |
| ------------- | ------- | ------- | ------- | ------- |
| オリンピック  |         |         | 13      |         |
| 世界選手権    |         | 14      | 13      | 8       |
| 全米選手権    |         | 3       | 3       | 2       |
| 世界Jr.選手権 | 1       |         |         |         |